# Cespitularia simplex
Cespitularia simplex is een zachte koraalsoort uit de familie Xeniidae. De koraalsoort komt uit het geslacht Cespitularia. Cespitularia simplex werd voor het eerst wetenschappelijk beschreven door Thomson & Dean. 